# Vadim Pruzhanov
Vadim Igorevich Pruzhanov (Ucraniano: Вадим Пружанов) (nacido el 18 de junio de 1982, en Ucrania) es un teclista ucraniano, conocido por haber formado parte de la banda de Power metal DragonForce.

## Estilo Musical
Pruzhanov fue bien conocido dentro de la comunidad de fanes de DragonForce por su frenético headbanging y sus extremadamente rápidos solos de teclado, inspirados en la música techno o de videojuegos; además de ser conocido por su capacidad de tocar el teclado con la lengua. Se creía asimismo que podía tocar con la frente, pero él mismo ha declarado: "Algunas personas piensan que toco con la cara, pero en realidad no lo hago. ¡Sólo tienen que ser observadores!" A menudo gustaba de entretener a la multitud en un concierto con veloces solos de teclado, incorporando elementos melódicos de populares canciones de series de televisión como Los Simpsons o Countdown. Durante los mismos acostumbraba usar su keytar Roland AX-7, como se ve en el video de la canción "Operation Ground and Pound".
En las canciones de DragonForce donde las guitarras predominan Pruzhanov solía tocar solamente notas de respaldo, sin embargo de vez en cuando también desempeñaba solos junto a las guitarras, como en la canción "Soldiers of the Wasteland", del álbum Sonic Firestorm.
El teclado de Pruzhanov también se puede escuchar durante un solo de la canción "Limb from limb" de la banda canadiense Protest the Hero. El solo se compone de una amplia variedad de técnicas de sondeo de sonidos similares a la música de los videojuegos de la época del Atari. Sin embargo el reconocible estilo de Pruzhanov puede ser escuchado en la mayoría de canciones de DragonForce, siendo uno de los mejores ejemplos el de la famosa canción "Through The Fire and Flames".

## Biografía
Nació en Ucrania, hijo de padres de etnia rusa, y más tarde su familia se trasladó a Londres, Inglaterra. Comenzó a tocar el piano a la edad de 8 años. Entonces Vadim fue a estudiar en una escuela de música, hasta que eventualmente se aburrió y la abandononó tres años después, para perfeccionarse por su propia cuenta. Fue en ese momento que Vadim descubre la música rock y decide seguirla como una carrera. Posee un teclado Yamaha PSS-51 y empezó a crear su propia música a los 12 años. Aparte de tocar el teclado, Pruzhanov también es un guitarrista, y tiene una guitarra Ibanez. Cita como influencias a: Borgiax, Pantera, Strapping Young Lad, Sadus, Metallica, Judas Priest, HammerFall, Dream Theater, Deep Purple, Pink Floyd, Yngwie Malmsteen y Steve Vai.

## Equipo
Durante los conciertos de DragonForce, Vadim se presentaba a menudo tras una cubierta consistente en un Korg Triton Extreme y un Korg X50 (anteriormente un Korg N264). Recientemente cambió a un keytar personalizado Roland AX-7 para aumentar la maniobrabilidad en el escenario, lo que le permitía seguir los movimientos de sus compañeros Herman Li, Sam Totman y Frédéric Leclercq. Llegó a incluir un Theremín en su equipo. Aparte de esto cuenta con un MIDIjet Pro, un Sennheiser IEM G2 y una kaoss pad de KORG

## 2017
En 2017 Se da una repentina noticia que sorprendió a muchos  de los fanes de la banda, pues al inicio del tour Reaching Into Infinity se hizo pública la salida no oficial de Vadim de DragonForce. Según explicó él en un video subido a las redes sociales, lo ha hecho para pasar un mejor tiempo de calidad con su familia y poder disfrutar de sus hijos. Aunque se había dicho que solo estaría ausente una parte del tour, la realidad es que no se ha presentado a ninguno de los conciertos e incluso no ha reanudado su contrato con la banda, razón por la cual tampoco ha aparecido en los videos de su último material Reaching Into Infinity.
Actualmente se encuentra trabajando en un proyecto independiente y ha anunciado en su cuenta de Instagram que tiene planes para formar una nueva banda, misma por la que está creando temas inéditos. 
Por su parte, los demás miembros de la banda no se han pronunciado al respecto y niegan la salida de Vadim cuando se les ha cuestionado.